# Dr. T and the Women
Dr. T and the Women ist eine US-amerikanische Filmkomödie aus dem Jahr 2000. Regie führte Robert Altman, das Drehbuch schrieb Anne Rapp, die Hauptrolle spielte Richard Gere.

## Handlung
Der Gynäkologe Dr. T betreibt eine gut besuchte Praxis in Dallas. Zu ihm kommen die Frauen der Oberschicht, die für eine Untersuchung bei dem charmanten, geduldigen Dr. T oft stundenlange Wartezeiten in Kauf nehmen. Seine eifrige Arzthelferin Carolyn hat alle Hände voll zu tun, ihm den Rücken freizuhalten und die Macken seiner Patientinnen auszubügeln.
Das geordnete Leben von Dr. T gerät aus den Fugen, als seine Frau Kate wegen Erregung öffentlichen Ärgernisses verhaftet wird, da sie nackt in den Brunnen eines Einkaufszentrums gestiegen ist. Sie wird in eine psychiatrische Einrichtung eingeliefert und verliert in der Folgezeit immer mehr den Bezug zur realen Welt. Ihre gemeinsame ältere Tochter Dee Dee plant inzwischen ihre Hochzeit mit Eli. Da eröffnet ihm die jüngere Tochter Connie, eine eigenwillige Verschwörungstheoretikerin, dass Dee Dee eigentlich lesbisch ist. Sie hatte mit ihrer Kommilitonin Marilyn in der High School eine Affäre und hat sie nun als ihre Brautjungfer ausgewählt. Auch seine anstrengende Schwägerin Peggy verschont Dr. T nicht mit ihren Problemen. Diese hat eben ihren Mann verlassen und zieht nun mit ihren drei ungezogenen Töchtern bei ihm ein. Zu allem Überfluss wirft sich ihm Carolyn an den Hals, da sie in ihn verliebt ist, was jedoch nicht auf Gegenseitigkeit beruht.
Als Ausgleich zum Spagat aus beruflichen und privaten Verpflichtungen und Schwierigkeiten flüchtet sich Dr. T immer wieder in seinen Golfclub. Hier lernt er die neue Golflehrerin Bree kennen, von deren Unbeschwertheit er sich angezogen fühlt und mit der er nach einiger Zeit eine Affäre beginnt.
Als die Hochzeit von Dee Dee stattfinden soll, lässt diese noch während der Zeremonie ihren Bräutigam sitzen und bekennt sich zu ihrer Liebe zu Marilyn. Die beiden brennen gemeinsam durch und lassen die verblüffte Hochzeitsgesellschaft zurück. Mittlerweile hat ein Unwetter eingesetzt. Obwohl es in Strömen regnet, fährt Dr. T im offenen Cabrio zu Bree. Er bekniet sie, ihre Sachen zu packen und mit ihm zusammen spontan die Stadt zu verlassen, um woanders neu anzufangen. Doch Bree fühlt sich vom Überschwang ihres Liebhabers überfordert und trennt sich von ihm, da sie ihr Leben nicht verändern möchte. Dr. T setzt sich in sein Cabrio und fährt ohne Ziel durch das Unwetter. Unterwegs gerät er in einen Tornado, der ihn in ein Dorf schleudert, wo eine Frau ein Kind erwartet. Dr. T, der das Unglück im Gegensatz zu seinem Auto heil überstanden hat, hilft bei der Geburt des Kindes. Als er sieht, dass es ein Junge ist, freut er sich.

## Hintergründe
Die Produktionskosten betrugen schätzungsweise 12 Millionen US-Dollar. Der Film spielte in den US-amerikanischen Kinos etwa 13,1 Millionen US-Dollar ein.

## Synchronisation
Die deutsche Synchronbearbeitung fertigte die Splendid Synchron GmbH, Köln, im Jahr 2001 an. Synchronregie führte Michael Nowka.
| Rolle                    | Darsteller     | Synchronsprecher |
| ------------------------ | -------------- | ---------------- |
| Sullivan Travis (Dr. T.) | Richard Gere   | Hubertus Bengsch |
| Bree Davis               | Helen Hunt     | Madeleine Stolze |
| Kate Travis              | Farrah Fawcett | Evelyn Maron     |
| Peggy                    | Laura Dern     | Sabine Jäger     |
| Dee Dee                  | Kate Hudson    | Solveig Duda     |
| Connie                   | Tara Reid      | Bianca Krahl     |
| Marilyn                  | Liv Tyler      | Freya Trampert   |
| Carolyn                  | Shelley Long   | Anita Lochner    |

## Kritiken
Rita Kempley kritisierte in der Washington Post vom 13. Oktober 2000 die Leistungen der Darsteller sowie das „unzusammenhängende“ („disjointed“) Drehbuch.
Michael Wilmington bezeichnete den Film in der Chicago Tribune als eine „Freude“ („joy“) und verglich ihn mit Altmans früheren Komödien wie The Player.

## Auszeichnungen
Robert Altman wurde für den Goldenen Löwen der Filmfestspiele von Venedig 2000 nominiert. Richard Gere wurde 2001 für den Golden Satellite Award nominiert. Die Deutsche Film- und Medienbewertung FBW in Wiesbaden verlieh dem Film das Prädikat besonders wertvoll.